# Myiobius
Myiobius es un género de aves paseriformes perteneciente a la familia Onychorhynchidae —aunque situado en Tityridae o en Oxyruncidae dependiendo de la clasificación adoptada—, anteriormente colocado en la familia Tyrannidae. Agrupa a especies nativas de la América tropical (Neotrópico), cuyas áreas de distribución se encuentran desde el sureste de México, a través de América Central y del Sur, hasta el sureste de Perú, noroeste de Bolivia y sureste de Brasil. Sus integrantes son denominados popularmente moscaretas y también atrapamoscas, mosqueritos o mosqueros, entre otros.

## Etimología
El nombre genérico masculino «Myiobius» se compone de las palabras del griego «μυια muia, μυιας muias» que significa ‘mosca’ y «βιος bios» que significa ‘sustento’, ‘vida’.

## Características
Las aves de este género son pequeñas y acrobáticas, midiendo entre 12,5 y 14 cm de longitud, y habitan en selvas de baja altitud. Se caracterizan por su obispillo amarillo y su cola negra; la identificación de las especies puede presentar dificultades ya que ninguna es particularmente vocal. Exhiben cerdas faciales notablemente largas.

## Taxonomía
Tradicionalmente, el presente género pertenecía a la familia Tyrannidae. Los amplios estudios genético-moleculares realizados por Tello et al. (2009) descubrieron una cantidad de relaciones novedosas dentro del suborden Tyranni que todavía no están reflejadas en la mayoría de las clasificaciones, confirmados por los estudios de Ohlson et al. (2013). Según el ordenamiento propuesto, los géneros Onychorhynchus, Myiobius y Terenotriccus se agrupan en una nueva  familia propuesta Onychorhynchidae. El Comité Brasileño de Registros Ornitológicos (CBRO)  y Avibase ya adoptan dicha familia.
El Comité de Clasificación de Sudamérica (SACC), con base en los estudios citados y en las evidencias presentadas en el estudio de Oliveros et al. (2019), que demostraron que los géneros Onychorhynchus y Myiobius divergieron del resto de Tyrannidae alrededor de 23 mya (millones de años atrás) en el Mioceno temprano, finalmente aprobó la nueva familia en la parte A de la Propuesta no 827.

## Lista de especies
Según las clasificaciones del Congreso Ornitológico Internacional (IOC) y Clements Checklist/eBird, agrupa a las siguientes especies, con su respectivo nombre común de acuerdo con la Sociedad Española de Ornitología (SEO):
| Imagen | Nombre científico        | Autor                | Nombre común           | Estado de conservación | Distribución |
| ------ | ------------------------ | -------------------- | ---------------------- | ---------------------- | ------------ |
|        | Myiobius villosus        | P.L. Sclater, 1860   | moscareta vellosa      | LC                     |              |
|        | Myiobius sulphureipygius | (P.L. Sclater, 1857) | moscareta culiamarilla | LC                     |              |
|        | Myiobius barbatus        | (Gmelin, 1789)       | moscareta barbada      | LC                     |              |
|        | Myiobius atricaudus      | Lawrence, 1863       | moscareta colinegra    | LC                     |              |